# 기노시타 이에사다
기노시타 이에사다(일본어: 木下家定)는 아즈치모모야마 시대의 무장이다. 원래는 스기하라씨였지만 이후 기노시타씨로 바꾼다. 도요토미 히데요시의 정실 네네의 오빠이며, 스기하라 사다토시의 아들이다. 정실은 운쇼인(雲照院, 스기하라 이에쓰구杉原家次의 딸). 아들로는 가쓰토시, 도시후사, 노부토시, 도시사다, 히데노리가 있으며, 고바야카와 히데아키(기노시타 히데토시木下秀俊)의 친부이다.

## 생애
무장으로서의 기량은 그다지 없었지만, 친인척이 드문 히데요시였기에 기노시타성(木下姓)을 받았다.
오래전부터 히데요시를 섬기고 있었기 때문에 중용되어, 하리마 히메지성주로 임명된 데에 더해 도요토미 성(豊臣姓)도 하사받았다. 1600년(게이초 5년) 세키가하라 전투에서는 누이 네네(고다이인)의 경호를 맡은 공적을 도쿠가와 이에야스에게 칭찬받아, 전후 빗추 아시모리 2만 5천석 영지를 받았다.